# Sant Salvador de la Menera
Sant Salvador de la Menera és l'església parroquial del poble i comuna nord-catalana de la Menera, a la comarca del Vallespir.
Està situada en el poble de la Menera, al sector sud-est del poble, al costat del cementiri. Formava part de la cellera primitiva del poble.

## Història
Tot i que conserva elements del primitiu temple romànic, l'església actual fou començada el 1378, tal com consta en un dels brancals de la porta, i el 1388 consta com a ja en ús. El 1735 sofrí reformes importants; aquesta data consta a la llinda de la porta. En aquest moment es devia canviar l'orientació de l'altar, ara situat al nord.

## L'església

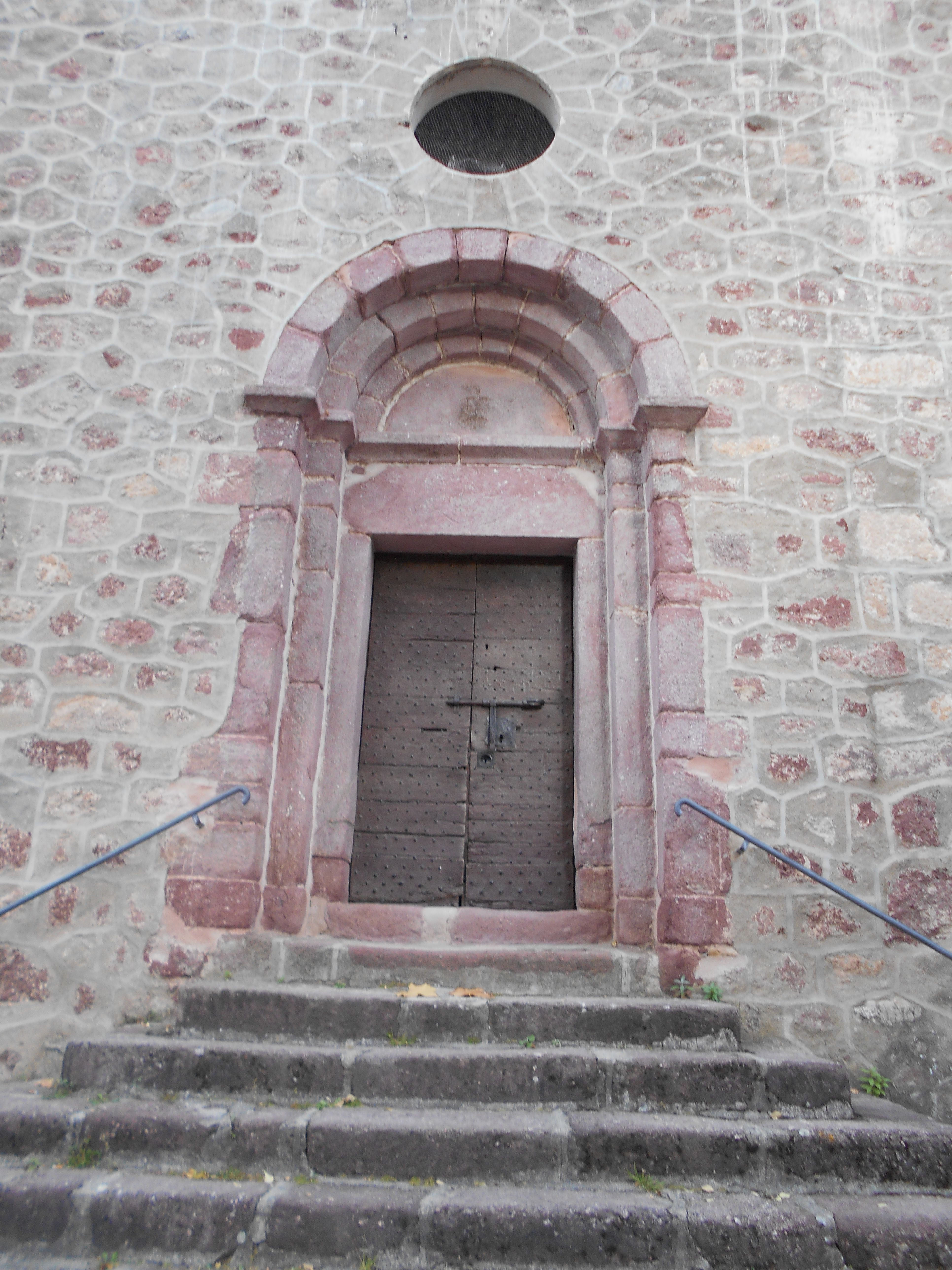
Portalada romànica

Es tracta d'una petita església d'una nau, que conserva de l'església romànica pràcticament només part de la façana meridional, tot i que en realitat està orientada al sud-oest, on es troba un portal del típic model d'església rural de la Catalunya del Nord i de l'Empordà. Davant d'una llinda i timpà llisos s'obren dues arquivoltes en degradació, construïdes damunt d'unes impostes en cavet.